# Caroline Ciavaldini
Caroline Ciavaldini (Tolosa, 6 marzo 1985) è un'arrampicatrice francese.
Pratica le competizioni di difficoltà, l'arrampicata in falesia e le vie lunghe.

## Biografia
Caroline ha vissuto tra uno e sedici anni a La Réunion. Qui a dodici anni ha cominciato ad arrampicare tramite la Union Nationale du Sport Scolaire (UNSS) una federazione francese multisport per gli studenti. Dal 2001 ha partecipato alla Coppa Europa giovanile e ai Campionati del mondo giovanili. A sedici anni si è trasferita ad Aix-en-Provence per potersi allenare e gareggiare più facilmente. Ha quindi cominciato a prendere parte alla Coppa del mondo lead di arrampicata. I suoi migliori risultati finali nella lead sono stati il terzo posto nella stagione 2005 e 2006. A livello francese ha vinto per quattro anni consecutivi il Campionato francese lead di arrampicata dal 2004 al 2007.

## Palmarès

### Coppa del mondo
|      | 2002 | 2003 | 2004 | 2005 | 2006 | 2007 | 2008 | 2009 | 2010 | 2011 |
| ---- | ---- | ---- | ---- | ---- | ---- | ---- | ---- | ---- | ---- | ---- |
| Lead | 36   | 6    | 5    | 3    | 3    | 8    | 4    | 6    | 5    | 10   |

### Campionato del mondo
|      | 2005 | 2005 | 2007 | 2009 | 2011 |
| ---- | ---- | ---- | ---- | ---- | ---- |
| Lead | 6    | 5    | 24   | 6    | 16   |

## Statistiche

### Podi in Coppa del mondo lead
| Stagione | 1º | 2º | 3º | Podi totali |
| -------- | -- | -- | -- | ----------- |
| 2003     |    |    | 1  | 1           |
| 2004     |    | 2  |    | 2           |
| 2005     |    | 3  |    | 3           |
| 2006     |    | 4  | 1  | 5           |
| 2010     |    | 1  |    | 1           |
| 2011     | 1  |    |    | 1           |
| Totale   | 1  | 10 | 2  | 13          |

## Falesia

### Lavorato
- 8c+/5.14c:
  - Mind Control - Oliana (ESP) - 5 marzo 2012 - Terza salita femminile[1]
- 8c/5.14b:
  - Fish Eye - Oliana (ESP) - febbraio 2012[2]
  - Souvenir du Pic - Pic Saint Loup (FRA) - settembre 2011[3]
  - Guère d'usure - Claret (FRA) - dicembre 2010[4]
  - Beberechos - La Verrière (FRA) - ottobre 2009[5]
  - Le roi du pétrole - Pic Saint Loup (FRA) - agosto 2009
  - Sumazero - Cuenca (ESP) - 2008[6]
  - Nuria - Cuenca (ESP) - 2008
  - Pata negra - Rodellar (ESP) - 2007

### A vista
Ha salito a vista fino all'8b.

## Vie lunghe
- Les Chemins de Katmandou - Gorges de la Jonte (FRA) - giugno 2011 - Quarta salita della via di Laurent Triay del 2002 (tre tiri: 8b, 7c+, 8b+)[7]